# دیو ویل
دیو ویل (انگلیسی: Dave Weill؛ زادهٔ ۲۵ اکتبر ۱۹۴۱) ورزشکار دو و میدانی اهل ایالات متحده آمریکا است.